# 울산남부도서관
울산남부도서관은 울산광역시 남구에 있는 도서관이다.

## 연혁
- 1988. 12. 20. 울산시립도서관 설치조례 공포
- 1989. 03. 29. 도서관 개관
- 1990. 09. 06. 이동도서관 운영
- 1991. 03. 20. 울산남부도서관으로 기관명칭 변경
- 1998. 04. 09. 울산광역시교육청으로부터 평생학습관 지정
- 1998. 09. 19. 문화관광부로부터 문화학교 지정
- 1999. 04. 01. 울산광역시교육청으로부터 지역중심평생학습관 지정
- 2000. 07. 13. 교육부로부터 지역평생교육정보센터로 지정
- 2001. 11. 30. 디지털자료실 개실
- 2002. 01. 18. 교육인적자원부로부터 지역평생교육정보센터로 재지정
- 2005. 01. 26. 영유아자료실 개실
- 2008. 02. 29. 나눔자료실 개실
- 2010. 09. 01. 학교 도서관 지원 협력과 증설
- 2011. 01. 15. 제9대 '장용태'관장 부임
- 2012. 01. 01. 제10대 '도재환'관장 부임